# بخش صوفیان
بخش صوفیان یکی از بخش‌های تابعه شهرستان شبستر در استان آذربایجان شرقی در شمال غربی ایران است.
بخش صوفیان شامل ۳ دهستان به نامهای رودقات به مرکزیت روستای امند و دهستان میشوجنوبی به مرکزیت روستای نعمت‌الله و دهستان چله خانه به مرکزیت روستای چله‌خانه علیا است.

## تقسیمات کشوری
- بخش صوفیان
  - دهستان چله‌خانه (به مرکزیت روستای چله‌خانه علیا)
  - دهستان رودقات (به مرکزیت روستای امند)
  - دهستان میشو جنوبی (به مرکزیت روستای نعمت‌الله)

شهرها: صوفیان ، نظرلو

## جمعیت
بنابر سرشماری مرکز آمار ایران، جمعیت بخش صوفیان شهرستان شبستر در سال ۱۳۸۵ برابر با ۳۹۱۲۰ نفر بوده‌است.

## نقاط دیدنی
آبشار سرکندیزج
آبشار گویچینیق
کلیسای سهرل
کلیسای موجمبار
چشمه معدنی تاپ تاپ
دهکده توریستی ماهان
مسجد جامع صوفیان
پارک ملت صوفیان
مجسمه‌های قویون
امامزاده ابراهیم خلیل صوفیان